# Franzéninkatu
La rue de Franzén (finnois : Franzéninkatu) est une rue du quartier Kallio à Helsinki  en Finlande.

## Présentation
Franzéninkatu est une rue résidentielle du quartier Kallio. 
La rue est-ouest serpente à travers la section Torkkelinmäki de Pengerkatu à Kaarlenkatu.
La rue a été nommée en 1901 en mémoire du poète Frans Mikael Franzén.
Les immeubles résidentiels les plus à l'est de Franzéninkatu ont été construits entre 1928 et 1937.
Dans le tronçon entre Harjutorinkatu et Fleminginkatu, Franzéninkatu est une rue étroite qui relie Franzéninpuisto et les immeubles d'habitation construits dans les années 1920. Les maisons ont été conçues par Jalmari Peltonen.
Dans le parc Franzén se trouve Franzénia l'ancien bâtiment de l'Université sociale. 
Le bâtiment conçu par Väinö Vähäkallio a été construit en 1930.
Entre le parc Franzén et Fleminginkatu se trouve une longue rangée de garages construits au milieu des années 1920. 
À cette époque, la demande de garages était insuffisante et ils abritaient des magasins de vêtements usagés. Depuis, les garages ont abrité, entre autres, des ateliers.

## Rues croisées d'est en ouest
- Pengerkatu
- Harjutorinkatu
- Franzéninkuja
- Aadolfinkatu
- Agricolankuja
- Fleminginkatu
- Kaarlenkatu